# Kameroense presidentsverkiezingen (2011)

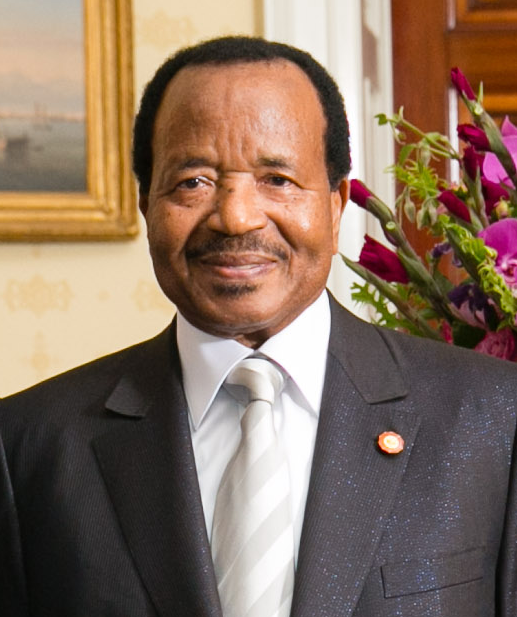
Zittend president Paul Biya werd met 78% van de stemmen herkozen.

De Kameroense presidentsverkiezingen van 2011 vonden op 9 oktober plaats. Bij een opkomst van 68,3% werd zittend president Paul Biya (RDPC), aan de macht sinds 1982, met 77,99% van de stemmen herkozen als president.
Verschillende leiders van de oppositie trokken de uitslag in twijfel en gaven aan protest te zullen aantekenen. Onafhankelijke internationale waarnemers prezen evenwel het verkiezingsproces en gaven aan dat de verkiezingen eerlijk zijn verlopen.
| Kandidaat                       | Kandidaat                       | Partij                                           | Stemmen   | %     |
| ------------------------------- | ------------------------------- | ------------------------------------------------ | --------- | ----- |
|                                 | Paul Biya                       | Rassemblement démocratique du peuple camerounais | 3.772.527 | 77,99 |
|                                 | John Fru Ndi                    | Front social démocrate                           | 518.175   | 10,71 |
|                                 | Garga Haman Adji                | Alliance pour la démocratie et le développement  | 155,348   | 3,21  |
|                                 | Adamou Ndam Njoya               | Union démocratique du Cameroun                   | 83.860    | 1,73  |
|                                 | Paul Abine Ayah                 | People's Action Party                            | 61.158    | 1,26  |
|                                 | Overige partijen                | Overige partijen                                 | 237.931   | 5,09  |
| Totaal                          | Totaal                          | Totaal                                           | 3.537.965 | 100   |
| Geldig uitgebrachte stemmen     | Geldig uitgebrachte stemmen     | Geldig uitgebrachte stemmen                      | 4.837.249 | 97,69 |
| Ongeldige stemmen/ blanco       | Ongeldige stemmen/ blanco       | Ongeldige stemmen/ blanco                        | 114.185   | 2,31  |
| Totaal aantal stemmen           | Totaal aantal stemmen           | Totaal aantal stemmen                            | 4.951.434 | 100   |
| Geregistreerde kiezers/ opkomst | Geregistreerde kiezers/ opkomst | Geregistreerde kiezers/ opkomst                  | 7.251.651 | 68,28 |
| Bron: AED                       |                                 |                                                  |           |       |

Presidentsverkiezingen: 1965 · 1970 · 1975 · 1980 · 1984 · 1988 · 1992 · 1997 · 2004 · 2011 · 2018 · 2025

Parlementsverkiezingen: 1964 · 1973 · 1978 · 1983 · 1988 · 1992 · 1997 · 2002 · 2007 · 2013 · 2020

Referenda: 1972